# Leptopholcus jamaica
Leptopholcus jamaica är en spindelart som beskrevs av Huber 2000. Leptopholcus jamaica ingår i släktet Leptopholcus och familjen dallerspindlar.
Artens utbredningsområde är Jamaica. Inga underarter finns listade i Catalogue of Life.